# The Bled
The Bled — американская хардкор группа из города Тусон, штат Аризона. Основана в 2001 году, в состав которой входили; Адам Госс (вокал), Джереми Рей Тейли (гитара), Роз Отт (гитара), Майк Цели (бас-гитара) и Майкл Педикон (барабаны). В таком составе группа записала и выпустила 2 EP — His First Crush в 2001 году, и The Bled в 2002. В том же 2002 году, группу покидает Адам Госс, и спустя небольшое время его заменил Джеймс Мюноз. В таком составе группа выпустила дебютный Pass The Flask в 2003. В начале 2004 группу покинул басист Майк Цели, и на его место пришёл Даррен Симос. В таком составе группа выпустила ещё 2 альбома, а именно Found In The Flood в 2005, и Silent Treatment в 2007. После туров в поддержку третьего альбома, группу покинули Майк Педикон, Роз Отт и Даррен Симос в 2008. Но группа быстро нашла новых участников, и уже в 2010 выпускает последний Heat Fetish. В 2011 группа заявила о распаде. В 2021 группа воссоединилась, чтобы сыграть несколько концертов на Furnace Fest.

## История

### Формирование (2001—2002)
Группа The Bled была сформирована в 2001 году, и ранне называлась как «The Radiation Defiance Theory», но было заменено, поскольку участникам оно казалось слишком длинным. В состав входили; Адам Госс (вокал), Джереми Рей Тейли (гитара), Роз Отт (гитара), Майк Цели (бас-гитара) и Майкл Педикон (барабаны). На их стиль повлияли такие группы, как Cave In, The Dillinger Escape Plan, и Refused. Спустя 2 месяца, группа выпускает первый релиз — EP His First Crush с лейблов Ride the Rocket и Sunset Alliance. Тираж его составляет всего 1000 копий. Спустя год группа выпускает второй EP The Bled. На этот раз, тираж составляет 666 копий. Группа также начала становиться более популярной в своем городе, часто выступая на различных, небольших концертах.

### Pass The Flask (2003—2004)
Позднее, группой заинтересовался лейбл Fiddler Records, и в итоге группа подписала контракт с лейблом. За день до начала записи дебютного альбома, группу покинул вокалист Адам Госс, и на его место приходит Джеймс Мюноз. Остальные участники группы сочли, что Мюноз гораздо лучше подходит чем Госс, и он стал постоянным участником группы. Дебютный Pass the Flask был выпущен в июле 2003 года, и группа неустанно гастролировала в его поддержку. Это также стало первым случаем, когда The Bled покинули Аризону, чтобы отправиться в турне как группа. Альбом продемонстрировал мастерство группы как в лирическом, так и в музыкальном плане, поскольку группа впитала широкий спектр жанров, включая металкор, маткор, мелодичный хардкор и пост-хардкор. Альбом также имел большой успех в хардкорном сообществе.

### Found In The Flood (2005—2006)
Работа с лейблом Fiddler группе не понравилась, и они решили сменить лейбл. The Bled были давними поклонниками лейбла Vagrant, и в итоге они подписали контракт с ними, решив, что крупные лейблы «не для них». До начала работы над альбомом Found In The Flood, группу покинул Майк Цели, на его место пришёл Даррен Симос. Продюсером альбома стал Марк Тромбино, ранее работавший с Jimmy Eat World, Blink-182, Finch, и т. д. Альбом расширил как более тяжелые, так и более легкие стороны группы. Этот альбом также является их первым альбомом, попавшим в чарт Billboard 200, который достиг 87-й строчки.
Успех альбома обеспечил The Bled место в Warped Tour летом 2006 года на сцене Vagrant с участием многих других групп, подписавших ранее контракт с Vagrant Records, и также группа принимала участие в Taste of Chaos в начале 2007 года вместе с такими группами, как Rise Against, The Used и Aiden.
Во время концертов, дебютный Pass The Flask вышел с печати. The Bled не смогли продавать его во время тура, потому что он был выпущен на их предыдущем лейбле (который с тех пор обанкротился). Многие фанаты считали, что Found in the Flood был первым и единственным альбомом группы. Чтобы исправить это, было создано переиздание Pass the Flask. Новая версия была выпущена на Vagrant, и в дополнение к оригинальному трек-листу в переиздание вошли песни из первых двух EP, и три неизданные песни.

### Silent Treatment (2007—2008)
После туров Taste Of Chaos, группа приступила к записи нового альбома. Процесс записи отличался от предыдущих альбомов, поскольку Мюноз и Тейли писали песни отдельно. Но для третьего альбома оба участника решили писать песни вместе. Группа также взяла 5 месяцев на написание песен, что является достаточно длинным сроком. Во время записи, группа установила веб-камеру в студии, чтобы фанаты группы могли следить за созданием альбома. Трансляции проходили на MySpace группы. Продюсированием альбома занимался Брайан МакТернан, который также продюсировал альбомы Converge, Thrice, и прочих групп.  
Незадолго до выхода Silent Treatment, The Bled гастролировали в 2007 году в рамках тура Projekt Revolution вместе с Linkin Park, My Chemical Romance, Taking Back Sunday и другими. После выхода альбома они отправились в тур Take Action с Every Time I Die и From First to Last, за которым последовал короткий тур в поддержку The Dillinger Escape Plan. 18 апреля, во время выступления с The Dillinger Escape Plan в Ridglea Theater в Форт-Уэрте, штат Техас, вокалист Джеймс Мюноз сказал толпе: "Это наш последний тур на долгое время" из-за взаимного истощения участников группы из-за продолжительных гастролей за последний год и финансовых потрясений внутри группы. Во время перерыва басист Даррен Симос гастролировал с нью-йоркской хардкор-группой Warship вместе с Reggie and the Full Effect, а гитарист Джереми Рэй сформировал группу Starving Arms с бывшими участниками групп The Funeral March и Versus the Mirror.

### Смена состава, Heat Fetish и распад (2009—2010)
После тура в поддержку Silent Treatment, участники группы оказались в смятении. Каждый участник нашёл другие способы заработка, помимо музыки. Таким образом, барабанщик Майк Педикон, гитарист Роз Отт, и басист Даррен Симос покинули группу. Их заменили Джош Скибар (барабаны), Робби Бурбидж (гитара), и Бред Мюррей (бас-гитара) в 2009 году. Позже, группу списали с лейбла Vagrant. 31 марта The Bled разместили на своем MySpace два демо-трека под названием «Mouthbreather» и «When Exiting Your Vehicle». Было подтверждено, что две демозаписи войдут в новую пластинку. 
13 августа 2009 года было объявлено, что The Bled подписали контракт с Rise Records, и что они выпустят свой следующий полноформатный альбом в начале 2010 года. 13 ноября 2009 года, Джереми Рей Тейли сообщил сайту Noisecreep, что предстоящий альбом будет называться Heat Fetish.
Позднее, басист Брэд Мюррей покинул группу. Его заменил Майк Паттон (эта личность не имеет никакого отношения к вокалисту Faith No More Майку Паттону).
The Bled объявили о своем распаде в августе 2011 года, заявив, что «пришло время переходить к новым вещам». Тур состоялся в ноябре 2011 года. Последние четыре концерта прошли в Великобритании. Группа отыграла свое последнее шоу 19 февраля 2012 года.
В 2021 году группа воссоединилась, чтобы выступить на фестивале Furnace Fest.

## Участники
Последний состав
- Джеймс Мюноз — вокал (2003—2012)
- Джереми Рей Тейли — гитара (2001—2012)
- Робби Бурбидж — гитара (2009—2012)
- Майк Паттон — бас-гитара (2011—2012)
- Джош Скибар — барабаны (2009—2012)

Бывшие участники
- Адам Госс — вокал (2001—2003)
- Майк Цели — бас-гитара (2001—2004)
- Майк Педикон — барабаны (2001—2008)
- Роз Отт — гитара (2001—2008)
- Даррен Симос — бас-гитара (2003—2008)
- Бред Мюррей — бас-гитара (2009—2010)

## Дискография
Студийные Альбомы
- Pass the Flask (2003)
- Found in the Flood (2005)
- Silent Treatment (2007)
- Heat Fetish (2010)

EP
- His First Crush (2001)
- The Bled (2002)

Сплиты
- Alexisonfire / The Bled
- The Bled / From Autumn to Ashes

Клипы
- You Know Who’s Seatbelt (2003)
- I Never Met Another Gemini (2003)
- My Assassin (2005)
- The Last American Cowboy (2005)
- Shadetree Mechanics (2007)
- Mouthbreather (2010)
- Smoke Breaks (2010)